# Sigurjón Birgir Sigurðsson
Sjón ou Sigurjón Birgir Sigurðsson (Reykjavík, 27 de agosto de 1962) é um escritor da Islândia, é famoso por as suas canções para Björk e Lars von Trier (Dancing in the Dark); viveu em Londres e vive agora Reykjavík.

## Teatro
- Ástir Bjartmars Ísidórs
- Keiluspil
- Tóm ást

## Poesia
- Leikfangakastalar sagði hún það er ekkert til sem heitir leikfangakastalar
- Ég man ekki eitthvað um skýin
- Hvernig elskar maður hendur?
- Myrkar fígúrur
- Oh!
- Reiðhjól blinda mannsins
- Sjónhverfingabókin
- Sýnir: yrkingar

## Romance
- Argóarflísin
- Your Eyes Saw Me
- Engill, pípuhattur og jarðarber
- Með titrandi tár
- Skugga-Baldur
- Stálnótt

## Banda Desenhada
- Ævintýri Tinnu og Hreins Borgfjörð